# 71556 Page
71556 Page este un asteroid din centura principală de asteroizi.

## Descriere
71556 Page este un asteroid din centura principală de asteroizi. A fost descoperit pe 27 februarie 2000 la Las Cruces de David S. Dixon. Asteroidul prezintă o orbită caracterizată de o semiaxă mare de 3,04 ua, o excentricitate de 0,09 și o înclinație de 9,5° în raport cu ecliptica.